# 육현 (명 태조의 부마)
육현(陸賢, ? ~ ?)은 명나라 초기의 부마도위로, 호주 종리현 사람이다. 명 태조의 5녀 여녕공주의 남편으로, 개국공신 길안후 육중형의 아들이다.

## 행적
홍무 15년 4월 29일(1382년 6월 11일), 여녕공주와 결혼하여 부마도위가 되었다. 그 이전의 생애에 대해서는 전혀 알려진 바 없다.
홍무 17년 10월 12일(1384년 10월 26일), 하남과 북평에 수해가 일어났다. 하남에서는 황하의 제방이 무너졌고, 북평에서는 수해에 가뭄까지 겹쳤다. 명 태조는 부마도위 이기·구양륜·왕녕(王寧)을 하남으로, 부마도위 이견(李堅)·육현·매은을 북평으로 각각 파견하여 현지의 백성들을 진휼하도록 하는 한편 그들에게 현지의 담당 관헌들과 합동으로 호구조사를 실시하라는 칙명을 내렸다.
홍무 23년(1390년), 육중형은 호유용과 결탁하여 불법을 공모하였다는 죄목으로 죽임을 당하였고, 가산을 몰수당했다. 육현 본인은 어떻게 되었는지 알 수 없다.

## 출전
1. 1 2  중앙연구원 음양력 변환기
2. ↑  (청) 장정옥 외, 《명사》, 권121 열전 제9 공주 중 태조의 열 여섯 딸
3. ↑  《명태조실록》 제144권, 홍무 15년(1382) 4월 29일(무신) 1번째 기사
4. ↑  《명태조실록》 제166권, 홍무 17년(1384) 10월 12일(병자) 1번째 기사
5. ↑  (청) 장정옥 외, 《명사》, 권131 열전 제19 중 육중형